# Flashback (film fra 1969)
 For alternative betydninger, se Flashback (flertydig). (Se også artikler, som begynder med Flashback)
Flashback er en Italiensk drama fra 1969. Filmen handler om en tyske soldat. Den vigtigste rolle er synlig norske Fred Robsahm, at den tyske soldat Heinz Prulier. Filmen modtog mange udmærkelser, Golden Globe's Foreign Press, Grolla Silver præmie (Saint Vincent), Award for turisme & Entertainment og Silverstar Festival San Francisco. Filmen var i Cannes i 1969 og blev nomineret til Den Gyldne Palme.  På festival modtog filmen stående ovationer. Efter filminstruktøren Raffaele Andreassis død i 2009 øget filmens popularitet.

## Medvirkende
- Fred Robsahm
- Pilar Castel
- Dada Gallotti
- Sandra Dal Sasso
- Gianni Cavina
- Antonietta Fiorito
- Pietro Bonfiglioli
- Gabriele Fornacioni
- Vittorio Gobbi